# ウィリアム・ド・ワーレン (第2代サリー伯)

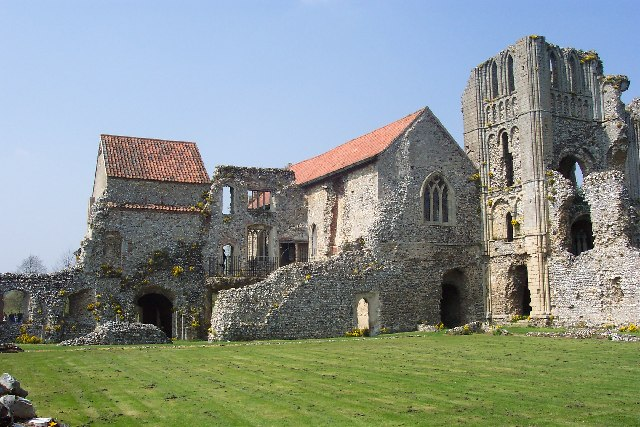
ウィリアムが創設したとされるキャッスルエイカー修道院

第2代サリー伯ウィリアム・ド・ワーレン（William de Warenne, 2nd Earl of Surrey, ? - 1138年5月11日）は、初代サリー伯ウィリアム・ド・ワーレンとその妻グンドレッドの息子。サリー伯よりもワーレン伯と呼ばれることが多かった。

## 生涯
父である初代伯ウィリアムは、ウィリアム征服王から最も信頼され、最も多くの報酬を得た貴族の一人で、1088年に死去した時点でイングランドで3番目か4番目に裕福な有力者であった。1088年、ウィリアム2世は父のイングランド領と、オート＝ノルマンディーのモルテメール城とベランコンブル城を含むノルマンディーの領地を相続した。しかし、ウィリアムは父ほどイングランド王に仕える気はなかった。1091年1月、ウィリアムはロバート・ド・ベレームとノルマンディー公ロベール2世の軍勢からクールシーを守るユーグ・ド・グランメニル（1094年没）を支援した。1093年、スコットランド王マルカム3世の娘マティルダ（またはエディス）との結婚を試みた。結局、マティルダはイングランド王ヘンリー1世と結婚したが、これがウィリアムがヘンリー1世を激しく嫌う原因となり、その後のウィリアムの原動力となったともみられる。
1101年、ノルマンディー公ロベール2世がイングランドに侵攻すると、ウィリアムはロベール2世に加勢した。しかし、ロベール2世がすぐにヘンリー1世に降伏すると、ウィリアムはイングランドの領地と称号を失い、ノルマンディーに追放された。そこでウィリアムはロベール2世に対し、支援のために多大な労力を費やしたにもかかわらず、その見返りにイングランドの財産をすべて失ったと訴えた。1103年にロベール2世がイングランドに戻ったのは、弟である国王にウィリアムの伯位を回復させるためであったようである。これは成功したが、ロベール2世は1101年の侵攻後に受け取っていた年間3,000マルクの年金を放棄しなければならず、その後ウィリアムの領地と称号は回復された。
ウィリアムの忠誠心をさらに確かなものにするため、ヘンリー1世は多くの庶子の一人とウィリアムを結婚させることを検討した。しかし、カンタベリー大司教アンセルムスは、この二人が一方で4親等、もう一方で6親等の血縁関係にあることを理由に、この結婚を禁じた。ウィリアムは、1106年のティンシュブレの戦いでヘンリー1世側の指揮官の一人となった。その後、忠誠心が証明され、ヘンリー1世の宮廷でより重要な地位を占めるようになった。
1110年、ロベール2世の息子ギヨーム・クリトンは、エリアス・ド・サン＝サーンスと共に逃亡し、その後、ウィリアムはサン＝サーンス家の没収された領地を受け取った。その領地は、ノルマンディー北部の自身の領地に非常に近かった。クリトーが帰還すればウィリアムはこの新たな領地を失うことになることから、ヘンリー1世はウィリアムの忠誠心をさらに確かなものにした。ウィリアムは1119年のブレミュールの戦いにおいてヘンリー1世側として戦った。第2代サリー伯ウィリアムは1135年のヘンリー1世の臨終に立ち会った。ヘンリー1世の死後、ノルマンディーで騒乱が起こり、ウィリアムはルーアンとペイ・ド・コーの守備に派遣された。
ウィリアムは多くの修道院に寄付を行い、1130年から1138年にかけてノルマンディー地方ルーアン近郊のロングヴィル修道院に発行された特許状と、1135年には同じくルーアン近郊のベランコンブル修道院に発行された特許状に、ウィリアムの寄進が記載されている。ウィリアムの息子たちと妻は、これらの特許状の多くに証人として確認される。
ウィリアムの死は、ルイス修道院の記録に1138年5月11日と記録されており、同修道院のチャプター・ハウスの父の足元に埋葬された。妻のエリザベスはウィリアムより長生きし、1147年7月までに亡くなった。

## 結婚と子女
1118年、ウィリアムは望んでいた通り、王家の血を引くエリザベート・ド・ヴェルマンドワと結婚した。エリザベートはヴェルマンドワ伯ユーグ1世の娘で、フランス王アンリ1世の孫娘にあたり、初代レスター伯ロバート・ド・ボーモンの未亡人であった。
ウィリアムは妻エリザベートとの間に3男2女をもうけた。
- ウィリアム（1119年 -1148年） - 第3代サリー伯[17]
- レジナルド（1121/26年 - 1179年） - ベランコンブル城とモルテメール城を含む、ノルマンディー北部の父の財産を相続した。ノーフォークのウォーメゲイ領主ウィリアム・ド・ウォーメゲイの娘アリス・ド・ウォーメゲイと結婚し、息子ウィリアム（ウォーメゲイ修道院の創設者）をもうけた。その娘で唯一の相続人であるベアトリスは、最初にバードルフ領主ドゥーンと結婚し、次にケント伯ヒューバート・ド・バラと結婚した[18][19]。レジナルドは、1170年にトマス・ベケット大司教を迫害した一人であった。
- ラルフ[20]
- グンドレッド[20] - まず第2代ウォリック伯ロジャー・ド・ボーモンと結婚し[21]、次にケンダル領主ウィリアム・ド・ランカスターと結婚した。スティーブン王の守備隊をウォリック城から追い出したことでよく知られている。
- エイダ（1120年頃 - 1178年） - 第3代ハンティンドン伯ヘンリー・オブ・スコットランドと結婚し、2人のスコットランド王の母となった[22]。ルイス修道院に多くの寄進を行った[23]。